# Ґілкріст Маклеґен
Ґілкріст Маклеґен (англ. Gilchrist Maclagan, 5 жовтня 1879 — 25 квітня 1915) — британський академічний веслувальник.
Олімпійський чемпіон 1908 року в складі вісімки.